# João Paulo Silva Martins
João Paulo Silva Martins, mais conhecido como João Paulo (Dourados, 29 de junho de 1995), é um futebolista brasileiro que atua como goleiro. Atualmente joga pelo Bahia, emprestado pelo Santos.

## Carreira

### Antecedentes
Natural de Dourados, Mato Grosso do Sul, o goleiro começou a aparecer durante uma seletiva para a Copa São Paulo de 2010 pelo Sete de Setembro. Três anos mais novo que a idade limite, João era apenas a terceira opção, mas contou com o acaso para entrar na final contra o favorito CENE. O titular não poderia jogar porque estava expulso e o reserva se lesionou em um treino às vésperas da partida. A confiança rendeu resultado. João Paulo fechou o gol nas partidas finais, barrou os antigos titulares e foi campeão da seletiva. Logo em seguida, o goleiro foi para a base do Grêmio, mas não conseguiu apresentar o mesmo nível e foi dispensado depois de quatro meses.
Depois de representar o Grêmio Sãocarlense e Itaporã (onde integrou o time titular com apenas 16 anos), até mesmo passar por enormes dificuldades financeiras e até com alimentação, chegou a base do Santos em 2011.

### Santos
Mesmo nas categorias de bases do Santos, foi relacionado pela primeira vez na equipe principal em 6 de outubro de 2013, em uma derrota fora de casa por 3 a 0 contra a Portuguesa, pelo Brasileirão de 2013, aonde ficou no banco. Após vencer a Copa São Paulo de Futebol Júnior do mesmo ano, foi promovido à equipe principal pelo técnico Oswaldo de Oliveira. Em março de 2015, após a lesão de Vanderlei, João Paulo foi inscrito no Paulistão A1 como terceira opção, atrás de Vladimir e Gabriel Gasparotto. Em novembro daquele ano, ele renovou seu contrato até 2018.
João Paulo fez a sua estreia não-oficial na equipa principal em 8 de outubro de 2016, jogando os últimos 20 minutos e defendendo um pênalti em um empate no amistoso contra o Benfica que terminou 1 a 1, no centenário do Vila Belmiro. Em 16 de julho de 2017, depois de Vanderlei e Vladimir se machucarem, ele fez sua estreia oficial em um empate em 0 a 0 contra o Vasco da Gama pelo Brasileirão de 2017, no Engenhão. Em 10 de outubro de 2017, João Paulo renovou seu contrato até 2021.
Ele começou a ser relacionado com mais regularidade durante a temporada de 2020 com os técnicos Jesualdo Ferreira e Cuca, quando Vanderlei saiu pro Grêmio, Vladimir atuou mal na reta final do Paulistão de 2020 e se lesionou na reta inicial do Brasileirão de 2020 e Éverson entrou com uma ação judicial contra o clube e ser vendido pro Atlético Mineiro, seu retorno aconteceu em uma vitória fora de casa contra o Sport por 1 a 0 em 20 de agosto de 2020. Após atuações boas contra diversos clubes, o goleiro caiu nas graças da torcida santista e renovou seu contrato até 2025 em 8 de setembro de 2020. João Paulo fez sua estreia em Libertadores em 15 de setembro de 2020, em um empate por 0 a 0 contra o Olimpia.
Após uma grande campanha na Copa Libertadores da América de 2020, ganhou mais espaço no gol santista e recebeu mais oportunidades juntamente com John, sendo o titular absoluto da posição nos 6 jogos restantes da temporada.
João Paulo foi o goleiro com mais defesas difíceis do Campeonato Brasileiro de 2021, cujo Santos terminou na 10ª colcoação. No total, o jogador realizou 37 defesas complicadas em 33 partidas, uma média de 1,12 por jogo. O arqueiro ficou empatado na liderança com Matheus Cavichioli, do América Mineiro. Na sequência, os melhores goleiros neste quesito foram Tiago Volpi, do São Paulo, com 33 defesas difíceis, e Fernando Miguel, do Atlético Goianiense, com 29 defesas difíceis. No mesmo ano, João Paulo teve seu contrato renovado até o ano de 2026.
Apesar da campanha nada brilhante no Campeonato Brasileiro de 2022, com o Santos terminando na 12ª colocação, João Paulo foi o segundo goleiro com mais defesas difíceis no campeonato nacional, empatado com Fábio, do Fluminense, e atrás apenas de Tadeu, do Goiás. Ao todo, o santista obteve 36 intervenções trabalhosas, enquanto o Tadeu obteve 42.
Em 9 de janeiro de 2023, foi oficializada a renovação de contrato do goleiro João Paulo até o ano de 2027.
Em agosto de 2023, no duelo diante do Atlético-MG, passou a figurar a seleta lista dos 100 atletas que mais jogaram com a camisa do Santos FC.
No Paulistão de 2024, foi vice-campeão e eleito o melhor goleiro da competição.
Em 25 de maio de 2024, sofreu uma ruptura no Tendão de Aquiles no tornozelo esquerdo na partida contra o América Mineiro, válida pela Série B, e ficou fora das partidas pelo resto do ano.

## Estatísticas
Atualizado até 17 de novembro de 2024.

### Clubes
| Equipe            | Temporada         | Campeonato nacional | Campeonato nacional | Campeonato nacional | Copa nacional[a] | Copa nacional[a] | Copa nacional[a] | Competições continentais[b] | Competições continentais[b] | Competições continentais[b] | Outros torneios[c] | Outros torneios[c] | Outros torneios[c] | Total | Total | Total   |
| Equipe            | Temporada         | Jogos               | Gols                | Assist.             | Jogos            | Gols             | Assist.          | Jogos                       | Gols                        | Assist.                     | Jogos              | Gols               | Assist.            | Jogos | Gols  | Assist. |
| ----------------- | ----------------- | ------------------- | ------------------- | ------------------- | ---------------- | ---------------- | ---------------- | --------------------------- | --------------------------- | --------------------------- | ------------------ | ------------------ | ------------------ | ----- | ----- | ------- |
| Santos            | 2013              | 0                   | 0                   | 0                   | —                | —                | —                | —                           | —                           | —                           | —                  | —                  | —                  | 0     | 0     | 0       |
| Santos            | 2015              | 0                   | 0                   | 0                   | 0                | 0                | 0                | —                           | —                           | —                           | 0                  | 0                  | 0                  | 0     | 0     | 0       |
| Santos            | 2016              | 0                   | 0                   | 0                   | 0                | 0                | 0                | —                           | —                           | —                           | 1                  | 0                  | 0                  | 1     | 0     | 0       |
| Santos            | 2017              | 1                   | 0                   | 0                   | 0                | 0                | 0                | 0                           | 0                           | 0                           | 0                  | 0                  | 0                  | 1     | 0     | 0       |
| Santos            | 2018              | 0                   | 0                   | 0                   | 0                | 0                | 0                | 0                           | 0                           | 0                           | 0                  | 0                  | 0                  | 0     | 0     | 0       |
| Santos            | 2019              | 0                   | 0                   | 0                   | 0                | 0                | 0                | 0                           | 0                           | 0                           | 0                  | 0                  | 0                  | 0     | 0     | 0       |
| Santos            | 2020              | 26                  | 0                   | 0                   | 2                | 0                | 0                | 5                           | 0                           | 0                           | 0                  | 0                  | 0                  | 33    | 0     | 0       |
| Santos            | 2021              | 33                  | 0                   | 0                   | 4                | 0                | 0                | 14                          | 0                           | 0                           | 3                  | 0                  | 0                  | 54    | 0     | 0       |
| Santos            | 2022              | 37                  | 0                   | 0                   | 6                | 0                | 0                | 7                           | 0                           | 0                           | 12                 | 0                  | 0                  | 62    | 0     | 0       |
| Santos            | 2023              | 36                  | 0                   | 0                   | 6                | 0                | 0                | 5                           | 0                           | 0                           | 12                 | 0                  | 0                  | 59    | 0     | 0       |
| Santos            | 2024              | 7                   | 0                   | 0                   | —                | —                | —                | —                           | —                           | —                           | 16                 | 0                  | 0                  | 23    | 0     | 0       |
| Santos            | Total             | 139                 | 0                   | 0                   | 18               | 0                | 0                | 31                          | 0                           | 0                           | 44                 | 0                  | 0                  | 233   | 0     | 0       |
| Total na carreira | Total na carreira | 139                 | 0                   | 0                   | 18               | 0                | 0                | 31                          | 0                           | 0                           | 44                 | 0                  | 0                  | 233   | 0     | 0       |

- a. ^ Jogos da Copa do Brasil
- b. ^ Jogos da Copa Libertadores da América e da Copa Sul-Americana
- c. ^ Jogos do Campeonato Paulista e amistosos

## Títulos
Santos (Categorias de base)
- Copa São Paulo de Futebol Júnior: 2013, 2014

Santos
- Campeonato Paulista: 2015, 2016
- Campeonato Brasileiro - Série B: 2024

### Prêmios individuais
- Melhor Goleiro do Campeonato Paulista: 2024